# El Guamo
El Guamo – miasto w Kolumbii, w departamencie Bolívar.